# 安邑站
安邑站位于山西省运城市盐湖区安邑街道，是同蒲铁路上的铁路车站。车站是中国铁路太原局集团侯马车务段管辖的四等站，办理货场和专用线货物到发。
车站随南同蒲铁路建于1931年，1935年建成通车。1956年线路由米轨拨宽至标准轨铁路。1980年代站场扩建:258。目前车站设有4条股道，站房位于线路南侧。